# Jezioro Ostrzyckie
Jezioro Ostrzyckie (kasz. Òstrzëcczé Jezoro) – przepływowe jezioro rynnowe na Pojezierzu Kaszubskim w powiecie kartuskim (województwo pomorskie).

## Charakterystyka
Jezioro Ostrzyckie położone jest w najatrakcyjniejszej części Kaszubskiego Parku Krajobrazowego u podnóża Wieżycy i stanowi część szlaku wodnego „Kółko Raduńskie”. Wzdłuż wschodniej linii brzegowej jeziora przebiega Droga Kaszubska, a samo jezioro w kształcie podkowy opasa znajdujący się na zachodnim brzegu rezerwat przyrody Ostrzycki Las i poprzez wąskie przesmyki wodne łączy się z jeziorami Potulskim i Brodnem Wielkim. Urozmaicona krajobrazowo linia brzegowa jeziora osiąga całkowitą długość 20 kilometrów. Brzegi są wysokie i miejscami strome. Do północnego przylega Jastrzębia Góra (227 m n.p.m.).
Ogólna powierzchnia: 309 ha, długość: 7 km, szerokość: 0,8 km, maksymalna głębokość: 21 m.
Przed 1920 jezioro nosiło nazwę niemiecką Ostritzsee.

## Przyroda
W wodach akwenu żyją szczupaki (duże osobniki), okonie, węgorze, płocie, leszcze, liny, karpie, karasie, sieje, sielawy i sumy, a sporadycznie miętusy. Z punktu widzenia wędkarstwa jest to jezioro szczupakowo-linowe.

## Turystyka
W sezonie letnim po Jeziorze Ostrzyckim pływa stateczek Białej floty „Stolem”, a przez rynnę morenową jeziora przepływa Radunia. Prowadzi tędy również turystyczny Szlak Kaszubski.